# Titov most, Maribor
Titov most je cestni most, ki prečka reko Dravo v Mariboru. Preko njega poteka štiripasovna Titova cesta.
Zgrajen je bil po načtrih Borisa Pipana in sodelavcev med leti 1961-63. Konstrukcijska novost je bil sistem proste konzolne gradnje s prednapenjanjem, zaradi česar je bil most uvrščen v register kulturne dediščine Slovenije.
Po velikosti in razponu je spadal med največje tovrstne mostove v takratni Jugoslaviji. V most so vgradili 9.152 kubičnih metrov betona, 225 ton žice in 464 ton betonskega železa. Graditi so ga začeli jeseni 1961, glavna dela so bila končana konec leta 1963, sklepna dela pa sredi leta 1964.
Od leta 1972 nosi ime po nekdanjem jugoslovanskem predsedniku Josipu Brozu Titu.